# Джонс-Крік (Джорджія)
Джонс-Крік (англ. Johns Creek) — місто (англ. city) в США, в окрузі Фултон штату Джорджія. Населення — 82 453 особи (2020).

## Географія
Джонс-Крік розташований за координатами 34°1′58″ пн. ш. 84°12′14″ зх. д. / 34.03278° пн. ш. 84.20389° зх. д. (34.032739, -84.203848).  За даними Бюро перепису населення США в 2010 році місто мало площу 81,01 км², з яких 79,59 км² — суходіл та 1,42 км² — водойми.

### Клімат
| Клімат : Джонс-Крік     | Клімат : Джонс-Крік | Клімат : Джонс-Крік | Клімат : Джонс-Крік | Клімат : Джонс-Крік | Клімат : Джонс-Крік | Клімат : Джонс-Крік | Клімат : Джонс-Крік | Клімат : Джонс-Крік | Клімат : Джонс-Крік | Клімат : Джонс-Крік | Клімат : Джонс-Крік | Клімат : Джонс-Крік | Клімат : Джонс-Крік |
| Показник                | Січ.                | Лют.                | Бер.                | Квіт.               | Трав.               | Черв.               | Лип.                | Серп.               | Вер.                | Жовт.               | Лист.               | Груд.               | Рік                 |
| Абсолютний максимум, °C | 23,9                | 26,7                | 31,1                | 32,8                | 35,0                | 38,3                | 38,9                | 38,3                | 36,7                | 31,1                | 28,9                | 24,4                | 38,9                |
| Середній максимум, °C   | 10,0                | 12,8                | 17,2                | 21,7                | 25,6                | 28,9                | 31,1                | 30,0                | 27,2                | 22,2                | 16,7                | 11,7                | 21,3                |
| Середній мінімум, °C    | −1,7                | 0,0                 | 3,3                 | 7,2                 | 12,2                | 16,7                | 19,4                | 18,9                | 15,6                | 8,3                 | 3,9                 | 0,0                 | 8,7                 |
| Абсолютний мінімум, °C  | −23,3               | −17,2               | −14,4               | −4,4                | −0,6                | 4,4                 | 8,9                 | 10,0                | −2,2                | −3,9                | −12,2               | −18,3               | −23,3               |
| Норма опадів, мм        | 136                 | 121                 | 140                 | 103                 | 118                 | 93                  | 106                 | 110                 | 98                  | 91                  | 95                  | 106                 | 1316                |
| ----------------------- | ------------------- | ------------------- | ------------------- | ------------------- | ------------------- | ------------------- | ------------------- | ------------------- | ------------------- | ------------------- | ------------------- | ------------------- | ------------------- |
| Джерело:                |                     |                     |                     |                     |                     |                     |                     |                     |                     |                     |                     |                     |                     |

## Демографія
Згідно з переписом 2010 року, у місті мешкало 76 728 осіб у 26 266 домогосподарствах у складі 21 189 родин. Густота населення становила 947 осіб/км².  Було 27744 помешкання (342/км²).
Расовий склад населення:
| - 63,5 % — білих - 23,4 % — азіатів - 9,2 % — чорних або афроамериканців - 0,1 % — корінних американців - 1,4 % — осіб інших рас |

До двох чи більше рас належало 2,4 %. Частка іспаномовних становила 5,2 % від усіх жителів.
За віковим діапазоном населення розподілялося таким чином: 30,8 % — особи молодші 18 років, 62,5 % — особи у віці 18—64 років, 6,7 % — особи у віці 65 років та старші. Медіана віку мешканця становила 38,4 року. На 100 осіб жіночої статі у місті припадало 94,5 чоловіків;  на 100 жінок у віці від 18 років та старших — 90,8 чоловіків також старших 18 років.
Середній дохід на одне домашнє господарство  становив 135 033 долари США (медіана — 105 417), а середній дохід на одну сім'ю — 147 996 доларів (медіана — 121 692). Медіана доходів становила 91 967 доларів для чоловіків та 58 994 долари для жінок. За межею бідності перебувало 4,7 % осіб, у тому числі 4,9 % дітей у віці до 18 років та 5,0 % осіб у віці 65 років та старших.
Цивільне працевлаштоване населення становило 39 611 осіб. Основні галузі зайнятості: науковці, спеціалісти, менеджери — 24,6 %, освіта, охорона здоров'я та соціальна допомога — 15,7 %, фінанси, страхування та нерухомість — 9,7 %, роздрібна торгівля — 9,4 %.